# Yuki Fuke
Yuki Fuke (福家 勇輝 Fuke Yūki?, nacido el 25 de abril de 1991 en Kagawa) es un futbolista japonés que se desempeña como delantero.

## Trayectoria

### Clubes
| Club              | País  | Año    |
| ----------------- | ----- | ------ |
| Kamatamare Sanuki | Japón | 2014 - |

## Estadística de carrera

### J. League
| Club              | Año   | J. League | J. League | Copa J. League | Copa J. League | Total | Total |
| Club              | Año   | Part.     | Goles     | Part.          | Goles          | Part. | Goles |
| ----------------- | ----- | --------- | --------- | -------------- | -------------- | ----- | ----- |
| Kamatamare Sanuki | 2014  | 9         | 1         | -              | -              | 9     | 1     |
| Kamatamare Sanuki | 2015  | 2         | 0         | -              | -              | 2     | 0     |
| Kamatamare Sanuki | 2016  | 3         | 0         | -              | -              | 3     | 0     |
| Kamatamare Sanuki | 2017  | 0         | 0         | -              | -              | 0     | 0     |
| Total             | Total | 14        | 1         | 0              | 0              | 14    | 1     |